# Rypouš severní
Rypouš severní (Mirounga angustirostris) je jedním ze dvou druhů mohutného ploutvonožce rypouše z čeledě tuleňovitých.

## Výskyt
Tito mořští masožraví savci žijící v Tichém oceánu výhradně na severní polokouli jsou domovem u západního pobřeží Severní Ameriky, zhruba od jihu Kalifornského poloostrova po jih Kanady. Jejich pravidelné stěhování vysoko na sever a daleko na západ od pevniny je vynuceno neustálým vyhledáváním potravy. Samci cestují až k ostrovům Aljašky po 55. rovnoběžku a loví především v oblastech kontinentálního šelfu. Samice tak daleko na sever neplují, maximálně po 40. až 45. rovnoběžku, zato si potravu získávají ve větších vzdálenostech od pobřeží v pelagických vodách Tichého oceánu, mnohdy se vydávají západním směrem k Havajským ostrovům, byly pozorovány až u pobřeží Japonska.
Tyto migrace se opakují pololetně, následují po prodělaných půstech na pevnině, prvá následuje po zimním odchovu mláďat a druhá po letní výměně srsti. Ročně stráví na moři 250 až 300 dnů a za tu dobu uplavou téměř 20 000 km, loví přitom samotářsky.

## Popis
Charakteristickým znakem je dlouhý, nafouknutý nos (chobot) samců, který dal název celému rodu. Nos jim začíná vyrůstat asi ve dvou létech a dorůstá do věku osmi let. Samec se od samice odlišuje nejen nosem, ale i svou velikostí, může mít délku téměř 4,2 (průměr 3,9) m a vážit skoro 2500 (průměr 1840) kg. Samice mohou dosáhnout délky až 2,8 (průměr 2,6) m a váhy 710 (průměr 490) kg, údaje krátce po porodu. Samci mají srst tmavě hnědou až černou, samice světle hnědou, mezi jednotlivci je však velká variabilita zbarvení. Přestože mají končetiny zcela přeměněny v laločnaté ploutve, dokážou na pevnině krátkodobě vyvinout rychlost až 8 km/h. Samci mají mohutněji vyvinuty špičáky, které mohou dorůst i 15 cm.

## Způsob života
Jsou to nejen dobří plavci, ale také vynikající potápěči. Nepřetržitě ve dne v noci loví potravu potápěním se do velikých hloubek, samci až do 800 (rekord 1580) m, samice do 600 m. Průměrná doba ponoru je 20 až 30 minut, byla zaznamenaná nejdelší doba 77 minut. Mezi jednotlivými ponory neuplyne více než 2 až 3 minuty, zhruba 80 až 90 % času stráví rypouši severní pod vodou. Před ponorem vydechnou z plic vzduch a kyslík pod vodou získávají z krve bohaté na hemoglobin a ze svalů s množstvím myoglobinu. Při svých cestách za potravou nebývají téměř nikdy spatření spící nebo odpočívající, potápějí se i po 24 hodin mnoho dnů za sebou. Předpokládá se, že krátce spí při ponoření, tehdy se jim velice zpomaluje metabolismus.
Samci loví v mělčích vodách kde hledají potravu u dna, samice naopak loví ve hlubších vodách kde střídavě plavou ke dnu a stoupají zpět k hladině. Loví převážně tak velké ryby, chobotnice a korýše, které mohou bez kousání spolknout. Jako jedni z mála živočichů žerou s oblibou sliznatky, které sbírají na mořském dně. V období páření a línání jsou na pevnině bez jídla, stravují přitom svou tukovou tkáň, mimo tato dvě období na pevninu nevstupují. Pravděpodobně jako přípravu na období hladovění před výstupem na pevninu polykají z neznámých příčin kameny, při návratu do vody se jich zbavují. Nikdy nepijí vodu, získávají ji z potravy a rozkladem tuků.
Každoročně v letních měsících od dubna do července připlouvají rypouši severní do svých "domovských" míst na pevninu k obměně srsti, kde stráví 2 až 3 týdny. Vyměňují přitom nejen srst, ale i svrchní část kůže oddělující se ve velkých plátech. Doba línání je rozdílná, závisí na pohlaví i věku zvířete. Nejdříve ztrácejí srst mladá zvířata, nejpozději staří samci. Při línání jsou samci k sobě méně agresivnější než při páření. Po vylínání odplouvají zpět do úživných severnějších vod.

## Rozmnožování
Jsou to savci, kteří se oplodňují, rodí a kojí mláďata výhradně na pevnině. Rozmnožují se na více než 15 lokalitách rozesetých po opuštěných ostrovech a pobřežích v Kalifornii a Mexiku. Několik malých kolonií je dále v Oregonu a Washingtonu a na jihu Britské Kolumbie v Kanadě. Počtem nejrozsáhlejší (až 130 000 jedinců) je kolonie na Año Nuevo Island ve střední Kalifornii, mezi městy San Francisco a Santa Cruz.
Jejich roční cyklus začíná v prosinci, kdy samci rypouše severního připlují k tradičním pobřežím a vylezou na písčité nebo kamenité pláže. Zhruba do měsíce je následuje velký počet březích samic a samci je začnou shromažďovat do svých "harémů". Samci o samice bojují pohledy, gesty, frkáním a chrochtáním zesíleným svým velkým nosem, zřídka kdy přicházejí na řadu i velké špičáky způsobující vážné, ne však fatální zranění. Čím dominantnější samec, tím více samic uchvátí. Mladí a slabí samci jsou odstrčení na okraj kolonie, v této sezoně se asi pářit nebudou.
Za dva až šest dnů po připlutí do rozmnožovací kolonie samice slehnou a vrhnou jediné mládě s černou srstí dlouhé 1,3 m a vážící průměrně 45 kg. Matky je kojí velmi tučným mlékem a protože se samy postí, mohou postupně ztratit i polovinu své váhy. Samice jsou v této době agresivní vůči jiným matkám a cizím potomkům, zajímavým jevem je snaha některých mláďat napít se mléka u jiné matky; přijmou tím více potravy a zvyšují si šanci na pozdější přežití. Po čtyřech týdnech jsou mláďata, vážící v průměru 147 kg a měřící asi 1,5 m, náhle odstavená a matky se vrací zpět do moře. Mezitím mláďata přelínají svou srst do šatu dospělce. Hladová mláďata se na pevnině shlukují do skupinek a učí se sama plavat v příboji a postupně se odvažují dál do moře a ulovit si první potravu, to může trvat i 12 týdnů. Pak konečně odcházejí z pevniny a odplouvají vstříc samostatnému životu, tehdy dochází asi ke 30 % ztrátám.
Průměrně za tři týdny po porodu jsou samice schopny se po dobu asi 4 dnů opět spářit. Dominantní samci toho plně využívají, na své se snaží přijít i samci z kraje kolonie a pokoušejí se k říjným samicím proniknou. Většinou to skončí hrozbou, někdy i bojem. Při rozvášněných pohybech tunových kolosů dochází občas k zalehnutí mláďat, odhaduje se ztráta na životech až 10 %. Březost samice trvá téměř 50 týdnů, do toho se započítává i období latence, tj. doba asi 3 měsíců po které se růst zárodku zastaví. S odchodem březích samic odcházejí do moře i samci.
Samci se poprvé páří ve věku 6 až 9 roků a dožívají se 12 až 13 let, samice obvykle mívá prvé mládě ve 4 létech a žije 15 až 18 roků, každý rok bývá téměř 95 % samic březích. Za přirozené predátory rypoušů severních lze, vzhledem k jejich velikosti, považovat pouze žraloka bílého (Carcharodon carcharias) a kosatku dravou (Orcinus orca).

## Ohrožení
Na konci 18. století byla populace rypouše severního téměř vyhubena, jeho kvalitní tuk se používal ke svícení. V 19. století již začaly stavy postupně narůstat a závěrem 20. století se zvýšily na 170 000 jedinců a nadále stoupají. Zákazy lovu a přijatá opatření na ochranu jeho hnízdišť jsou účinná. Pozorování rozmnožování nebo línaní zvířat je velmi oblíbenou turistickou atrakcí organizovanou tak, aby zvířata nebyla rušena. Spontánně vznikají další chovné kolonie v Kalifornském zálivu. Druh může být ale ohrožen změnou klimatu (např. El Niño nebo globální oteplování) které může způsobit snížení počtu ryb potřebných pro obživu tak velkých zvířat. V současnosti je rypouš severní klasifikován podle Červeného seznamu IUCN jako málo dotčený druh.